# تل شیخ برام
تل شیخ برام مربوط به دوره ساسانیان است و در شهرستان خرم بید، بخش کربال، دهستان خیرآباد، ۵ کیلومتری شمال روستای گاوکان، بین زمینهای کشاورزی واقع شده و این اثر در تاریخ ۷ اسفند ۱۳۸۶ با شمارهٔ ثبت ۲۱۴۳۱ به‌عنوان یکی از آثار ملی ایران به ثبت رسیده است.